# Louis-Joseph Papineau (député canadien)
Ne doit pas être confondu avec Louis-Joseph Papineau.
Pour les articles homonymes, voir Papineau.
Louis-Joseph Papineau (3 janvier 1861-24 avril 1932) est un avocat et homme politique provincial et fédéral du Québec.

## Biographie
Né à Sainte-Geneviève sur l'île de Montréal dans le Canada-Est, Louis-Joseph Papineau devient député du Parti libéral dans la circonscription de Beauharnois en 1908. Réélu à titre de député conservateur en 1911, il retourna avec les Libéraux en 1917. Réélu en 1917 et en 1921, il ne se représente pas en 1925.
Lors de l'Élection générale québécoise de 1927, il devient député du Parti libéral de la circonscription de Beauharnois à l'Assemblée législative du Québec. Il ne se représente pas à l'élection générale de 1931.